# Charlotte Marsh
Pour les articles homonymes, voir Marsh.
Charlotte « Charlie » Marsh, née à Alnmouth le 3 mars 1887 et morte à Wimbledon le 21 avril 1961, est une suffragette britannique. Elle est organisatrice de la Women's Social and Political Union. 

## Biographie
Marsh naît en 1887 à Alnmouth, troisième enfant d'Arthur Hardwick Marsh (en), aquarelliste réputé et d'Ellen Hall. Elle fait ses études secondaires à l'école St Margaret à Newcastle puis à Roseneath à Wrexham avant de poursuivre ses études durant une année à Bordeaux. 

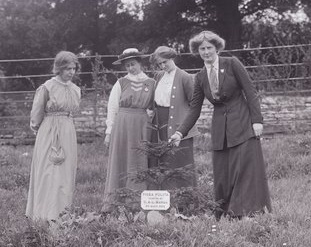
Marsh plante un arbre à Eagle House en présence d'Annie Kenney, Mary Blathwayt et Laura Ainsworth.

Elle fait une formation d'assistante sociale. Elle rejoint la Women's Social and Political Union, dont elle devient organisatrice salariée à Nottingham et Portsmouth,. Elle participe à une vente du journal suffragiste Votes for Women. Elle est arrêtée le 30 juin 1908, avec 25 autres participantes d'une manifestation à Parmiament Square, pour entrave à la police, et condamnées à un mois de détention dans la section des détenues de droit commun de la prison de Holloway. 
Elle organise, avec Mary Leigh et Patricia Woodlock, une manifestation sur le toit de Bingley Hall, à Birmingham le 17 septembre 1909, pour protester contre leur exclusion d'une réunion politique où le Premier ministre Asquith tenait une réunion publique,. Elle est condamnée à trois mois de travaux forcés à la prison de Winson Green. Les trois suffragistes mènent une grève de la faim pour obtenir le statut de prisonnière politique, et sont alimentées de force,. En décembre 1908, elle est porte-drapeau du cortège constitué pour célébrer la libération de Christabel et Emmeline Pankhurst, puis elle porte une croix dans le cortège funèbre d'Emily Davison.
Marsh participe à la rencontre de suffragettes à Eagle House à Batheaston en avril 1911, chez Mary Blathwayt. Les invitées plantent des arbres. 
Elle est à nouveau incarcérée pour sa participation à une campagne de bris de vitres le 1er mars 1912. Elle est condamnée à six mois de prison et effectue quatre mois et demi de sa peine à la prison de Aylesbury. Elle reçoit une Hunger Strike Medal « pour la vaillance », décernée par la WSPU. 
Pendant la Première Guerre mondiale, et alors que la WSPU a conclu un accord avec le gouvernement pour cesser les activités suffragistes et participer à l'effort de guerre, elle est mécanicienne et conductrice de l'automobile de David Lloyd George. Mais elle est déçue par l'abandon des revendications suffragistes de la WSPU durant la guerre, et elle fonde l'Independent Women's Social and Political Union (en) qui publie l'Independent Suffragette. 
Après la guerre, elle travaille quelque temps pour la Ligue internationale des femmes pour la paix et la liberté, puis, après l'octroi du droit de vote à toutes les femmes en 1928, elle reprend des activités sociales. Elle est assistante sociale à San Francisco. Elle retourne à Londres où elle travaille comme assistante sociale pour le London County Council. Elle met en place, avec Edith How-Martyn  les archives de la Suffragette Fellowship, mouvement dont elle est vice-présidente, documentant le mouvement suffragiste. Elle prononce le discours inaugural En 1952, elle a prononcé un discours lors de la réunion inaugurale de la National Assembly of Women en 1952, et présente une déclaration de solidarité des femmes en faveur de l'égalité et la paix. Elle est consultante de la BBC pour un documentaire réalisé par Norman Swallow pour le centenaire de la naissance d'Emmeline Pankhurst.
Elle meurt le 21 avril 1961 à Wimbledon.